# Жуков Антон В'ячеславович
Анто́н В'ячесла́вович Жу́ков (1985—2014) — сержант Збройних сил України, учасник російсько-української війни.

## Життєпис
Народився 1985 року в місті Дніпропетровськ. Батько був військовиком, а мама медичкою; дитинство пройшло по військових гарнізонах. Закінчив Дніпровську школу № 37 та Криворізький ліцей-інтернат з посиленою військово-фізичною підготовкою. Працював охоронцем у СО «Крок».
У березні 2014-го пішов до лав Збройних сил добровольцем. Головний сержант — командир бойової машини, 25-та окрема повітрянодесантна бригада.
31 липня 2014-го загинув у часі обстрілів з РСЗВ «Град» позицій українських вояків. Обстріли супроводжувалася одночасною атакою бойовиків із засідки на колону БТРів десантників, котрі транспортували важкопоранених — поблизу Шахтарська. Першим йшов танк, за ним БМД, на броні якого був Антон. Йому відірвало ноги — в агонії він намагався піднятися на обрубках, схопився за автомат, його прошили чергою з великокаліберного кулемета. У тому бою загинуло 10 десантників.
Вдома лишилися колишня дружина Юлія, Данило 2006 р.н., Софійка 2009 р.н., мама Тетяна Олександрівна, брат і дві сестри.
Похований у місті Дніпро на Краснопільському кладовищі.

## Пам'ять
11 вересня 2015 року в Дніпровській школі № 37 та 13 жовтня 2015 року в Криворізькому ліцеї з посиленою військово-фізичною підготовкою встановлені меморіальні дошки учневі закладів Жукову Антону В'ячеславовичу.

## Нагороди
- відзнакою Міністра Оборони України «За воїнську доблесть» (29.7.2014)
- 14 листопада 2014 року за особисту мужність і героїзм, виявлені у захисті державного суверенітету та територіальної цілісності України, вірність військовій присязі під час російсько-української війни, відзначений — нагороджений орденом «За мужність» III ступеня (посмертно).